# 靜慎翁主
靜慎翁主（韓語：정신옹주，1526年—1552年），姓李，名善環，朝鮮中宗李懌的庶六女，生母為昌嬪安氏。

## 生平
中宗二十一年十月五日誕生，二十八年（1533年）受封為靜慎翁主，三十二年〔1537年〕下嫁韓景祐，生四子五女。明宗七年，因產後病逝世，得年二十七歲。

## 家庭
- 祖父：朝鮮成宗李娎
- 祖母：貞顯王后尹氏
  - 父：朝鮮中宗李懌
  - 嫡母：端敬王后慎氏
  - 嫡母：章敬王后尹氏
    - 異母兄：朝鮮仁宗李峼（1515年－1545年）

  - 嫡母：文定王后尹氏
    - 異母弟：朝鮮明宗李峘（1534年－1567年）
- 外祖父：安坦大
- 外祖母：黃氏
  - 生母：昌嬪安氏
    - 兄：永陽君李岠（1521年－1562年）
    - 弟：德興大院君李岹（1530年－1559年）
      - 姪：朝鮮宣祖李昖

    - 夫：淸川尉韓景祐，本貫為淸州。
      - 子：韓璡
      - 女：適南宮湜
      - 女：適元虎俊
      - 女：適李好仁

## 附註
1. ↑  《璿源錄》
2. ↑  〈靜愼翁主墓碑銘〉嘉靖壬子維夏旣望。靜愼翁主以免身餘疾。告終于寢。……癸巳。始命封主加號。丁酉。下配淸川尉韓景祐。……翁主生于嘉靖丙戌十月初五日。至是終。壽二十有七。凡產四男五女。男曰璡。女三。幼。餘皆夭。……